# Rhysodesmus montezumae
Rhysodesmus montezumae är en mångfotingart som först beskrevs av Henri Saussure 1859.  Rhysodesmus montezumae ingår i släktet Rhysodesmus och familjen Xystodesmidae. Inga underarter finns listade i Catalogue of Life.